# Andrzej Bratkowski
Andrzej Wojciech Bratkowski (ur. 10 listopada 1936 w Warszawie) – polski polityk, doktor nauk technicznych, publicysta, poseł na Sejm X kadencji, minister gospodarki przestrzennej i budownictwa w latach 1992–1993.

## Życiorys
Syn polskiego dyplomaty Stefana Janusza Bartkowskiego. Po II wojnie światowej wychowywał się w państwowym domu młodzieży w Krzeszowicach. Ukończył w 1959 studia inżynierskie i magisterskie na Wydziale Budownictwa Lądowego Politechniki Krakowskiej, w 1977 uzyskał stopień doktora nauk technicznych.
W latach 1959–1966 był zatrudniony w wykonawstwie budowlanym na stanowiskach inżynierskich, od majstra do kierownika i naczelnego inżyniera budowy przedsięwzięć budownictwa przemysłowego (Turów-Puławy-Police). Następnie był głównym projektantem organizacji budowy w różnych zakładach przemysłowych (m.in. w Zakładach Azotowych Włocławek) i użyteczności publicznej (m.in. Instytut „Pomnik – Centrum Zdrowia Dziecka” w Warszawie). Pracował także jako adiunkt i kierownik zakładu w instytucie badawczym ORGBUD (1977–1986) oraz dyrektor biur projektowo-badawczych budownictwa przemysłowego SYSTEM (1972–1976) i BISTYP (1986–1990). W drugiej połowie lat 80. pełnił funkcję sekretarza generalnego i wiceprzewodniczącego Polskiego Związku Inżynierów i Techników Budownictwa. W 1994 został członkiem Akademii Inżynierskiej w Polsce.
W 1989 został wybrany posłem X kadencji z listy Polskiej Zjednoczonej Partii Robotniczej. Do partii należał od 1956 do rozwiązania, w 1990 wstąpił do Poselskiego Klubu Pracy. Po skróceniu kadencji Sejmu bez powodzenia kandydował w wyborach w 1991 do Sejmu z listy Solidarności Pracy. Później związany z Unią Pracy, był jej kandydatem do parlamentu w wyborach w 1997.
W rządzie Hanny Suchockiej od lipca 1992 do października 1993 sprawował urząd ministra gospodarki przestrzennej i budownictwa. Doradzał i działał społecznie w radach programowych kilku fundacji (m.in. Banku Żywności SOS Jacka Kuronia).
Był członkiem rad nadzorczych organizacji gospodarczych (m.in. Wojskowej Agencji Mieszkaniowej), działał w samorządzie zawodowym inżynierów budownictwa (wiceprezes Polskiej Izby Inżynierów Budownictwa); był też członkiem Rady Naukowej Instytutu Techniki Budowlanej i Rady Zamówień Publicznych. W drugim rządzie Marka Belki zajmował stanowisko wiceministra infrastruktury (od 9 sierpnia 2004 do 15 listopada 2005).
Wspólnie z bratem Stefanem Bratkowskim jest autorem książki Gra o jutro (wydanej w 1970 przez PIW; wydanie poprawione i uzupełnione pt. Gra o jutro 2. Co warto zrobić teraz i z myślą o wnukach ukazało się w 2011 nakładem Studia Emka). Współtworzył raport O nowy ład budowlany '81, opublikował wiele artykułów i prac naukowych z zakresu organizacji, ekonomiki i zarządzania w budownictwie i mieszkalnictwie (w tym rozprawę Zasady zachowania struktury organizacyjnej budownictwa wydaną w 1990 przez Politechnikę Krakowską). W 2006 ukazała się w PIW jego książka Bezbronne braterstwo: Kraków-Budapeszt 1956.

## Odznaczenia
- Krzyż Komandorski Orderu Odrodzenia Polski (2001)[4]
- Krzyż Kawalerski Orderu Odrodzenia Polski (1986)
- Złoty Krzyż Zasługi (1975)
- Srebrny Krzyż Zasługi (1969)
- Medal 40-lecia Polski Ludowej[5]